# Liste der Naturdenkmale im Landkreis Friesland
Die Liste der Naturdenkmale im Landkreis Friesland enthält die Naturdenkmale im Landkreis Friesland in Niedersachsen.
Am 31. Dezember 2016 gab es im Zuständigkeitsbereich der Unteren Naturschutzbehörde im Landkreis Friesland insgesamt 37 Naturdenkmale.

Auf der interaktiven Umweltkarte des Niedersächsischen Ministeriums für Umwelt, Energie und Klimaschutz waren 38 Naturdenkmale im Landkreis Friesland markiert, Ende 2014 waren es noch 41.

## Bockhorn
In der Gemeinde Bockhorn waren 6 Naturdenkmale verzeichnet.
| Bild | Bezeichnung                    | Ort, Lage                         | Beschreibung                                      | Schutzzweck  | Nummer    |
| ---- | ------------------------------ | --------------------------------- | ------------------------------------------------- | ------------ | --------- |
| BW   | Großer Stein                   | (53° 21′ 48,9″ N, 8° 0′ 0,4″ O)   |                                                   | 23. 10. 1947 | ND-FRI 11 |
| BW   | 6 Einfahrtsteine               | (53° 20′ 59,9″ N, 8° 0′ 2,2″ O)   |                                                   | 23. 10. 1947 | ND-FRI 12 |
| BW   | 2 Steine                       | (53° 20′ 56,7″ N, 7° 59′ 48,6″ O) |                                                   | 23. 10. 1947 | ND-FRI 13 |
| BW   | Steine                         | (53° 22′ 33,6″ N, 7° 58′ 55,6″ O) |                                                   | 23. 10. 1947 | ND-FRI 14 |
| BW   | 2 Winterlinden (Tilia cordata) | (53° 26′ 6,6″ N, 8° 2′ 46,5″ O)   | (2017 nicht mehr auf der Umweltkarte verzeichnet) | 18. 12. 1995 | ND-FRI 42 |
| BW   | Eiche                          | (53° 21′ 39,1″ N, 7° 59′ 4,5″ O)  |                                                   | 20. 12. 1993 | ND-FRI 43 |

## Jever
In der Stadt Jever waren 3 Naturdenkmale verzeichnet.
| Bild            | Bezeichnung | Ort, Lage                         | Beschreibung                                    | Schutzzweck  | Nummer    |
| --------------- | ----------- | --------------------------------- | ----------------------------------------------- | ------------ | --------- |
| Fotos hochladen | Blutbuche   | (53° 34′ 15,9″ N, 7° 54′ 4,4″ O)  | 2017 nicht mehr auf der Umweltkarte verzeichnet | 08. 07. 1985 | ND-FRI 31 |
| Fotos hochladen | Platane     | (53° 34′ 20,5″ N, 7° 53′ 46,7″ O) |                                                 | 08. 07. 1985 | ND-FRI 32 |
| BW              | Schenum     | (53° 33′ 31,3″ N, 7° 52′ 17″ O)   | Allee und Waldstreifen                          | 10. 07. 1989 | ND-FRI 41 |

## Schortens
In der Stadt Schortens waren 2 Naturdenkmale verzeichnet.
| Bild            | Bezeichnung | Ort, Lage                         | Beschreibung  | Schutzzweck  | Nummer    |
| --------------- | ----------- | --------------------------------- | ------------- | ------------ | --------- |
| Fotos hochladen | Heiligtum   | (53° 32′ 18,1″ N, 7° 55′ 29,6″ O) | Größe: 27 ha  | 19. 12. 1983 | ND-FRI 03 |
| BW              | Upjever     | (53° 32′ 13,9″ N, 7° 54′ 36″ O)   | Größe: 2,2 ha | 16. 07. 1984 | ND-FRI 05 |

## Varel
In der Stadt Varel waren 18 Naturdenkmale verzeichnet.
| Bild | Bezeichnung                | Ort, Lage                        | Beschreibung                                      | Schutzzweck  | Nummer    |
| ---- | -------------------------- | -------------------------------- | ------------------------------------------------- | ------------ | --------- |
| BW   | Garten Tameling + Stöve    | (53° 23′ 27,6″ N, 8° 8′ 7,6″ O)  | Garten Tameling + Stöve                           | 19. 12. 1983 | ND-FRI 02 |
| BW   | Edelkastanie               | (53° 24′ 28,9″ N, 8° 3′ 59,2″ O) |                                                   | 29. 09. 1938 | ND-FRI 07 |
| BW   | Linde                      | (53° 23′ 33,6″ N, 8° 8′ 34,1″ O) |                                                   | 23. 10. 1947 | ND-FRI 10 |
| BW   | Hofeinfahrtssteine         | (53° 21′ 1″ N, 8° 3′ 10,5″ O)    |                                                   | 23. 10. 1947 | ND-FRI 15 |
| BW   | Garten Neumarktstraße      | (53° 23′ 42,9″ N, 8° 8′ 36″ O)   |                                                   | 15. 12. 1997 | ND-FRI 18 |
| BW   | Ginkgo                     | (53° 39′ 34″ N, 7° 55′ 1,4″ O)   | (2017 nicht mehr auf der Umweltkarte verzeichnet) | 29. 09. 1950 | ND-FRI 20 |
| BW   | 2 Rotbuchen, 1 Roßkastanie | (53° 23′ 47,8″ N, 8° 8′ 30,3″ O) |                                                   | 10. 10. 1978 | ND-FRI 21 |
| BW   | Federbuche                 | (53° 23′ 46,1″ N, 8° 8′ 27,9″ O) |                                                   | 10. 10. 1978 | ND-FRI 22 |
| BW   | Linde                      | (53° 23′ 46,1″ N, 8° 8′ 27,9″ O) |                                                   | 23. 06. 1982 | ND-FRI 24 |
| BW   | Linde                      | (53° 22′ 43,6″ N, 8° 5′ 43,7″ O) |                                                   | 14. 03. 1983 | ND-FRI 26 |
| BW   | Jedutenhügel               | (53° 24′ 17,6″ N, 8° 9′ 25,6″ O) | Größe: 0,042 ha                                   | 24. 10. 1983 | ND-FRI 29 |
| BW   | Blutbuche                  | (53° 24′ 6,6″ N, 8° 8′ 51,5″ O)  |                                                   | 26. 05. 1986 | ND-FRI 34 |
| BW   | Eibe                       | (53° 23′ 56,7″ N, 8° 8′ 24,3″ O) |                                                   | 26. 05. 1986 | ND-FRI 35 |
| BW   | Araukarie                  | (53° 23′ 34″ N, 8° 7′ 59,1″ O)   |                                                   | 26. 05. 1986 | ND-FRI 36 |
| BW   | Eiche                      | (53° 23′ 38,9″ N, 8° 6′ 13,7″ O) |                                                   | 26. 05. 1986 | ND-FRI 37 |
| BW   | Baumbestand Moltkestraße   | (53° 23′ 50,3″ N, 8° 8′ 27,2″ O) |                                                   | 26. 05. 1986 | ND-FRI 38 |
| BW   | Lindengruppe               | (53° 24′ 24,8″ N, 8° 9′ 30,2″ O) |                                                   | 26. 05. 1986 | ND-FRI 39 |
| BW   | Rosskastanie               | (53° 23′ 36,1″ N, 8° 8′ 39,3″ O) |                                                   | 14. 12. 1987 | ND-FRI 40 |

## Wangerland
In der Gemeinde Wangerland waren 8 Naturdenkmale verzeichnet.
| Bild            | Bezeichnung                   | Ort, Lage                                                   | Beschreibung   | Schutzzweck  | Nummer    |
| --------------- | ----------------------------- | ----------------------------------------------------------- | -------------- | ------------ | --------- |
| Fotos hochladen | Bismarckeiche                 | Hohenkirchen (53° 39′ 43,5″ N, 7° 55′ 0,1″ O)               |                | 29. 09. 1938 | ND-FRI 08 |
| BW              | Garten Neumarktstraße         | Hohenkirchen, Alma-Rogge-Weg (53° 39′ 38,1″ N, 7° 55′ 7″ O) |                | 24. 01. 1998 | ND-FRI 18 |
| BW              | Ginkgo                        | Hohenkirchen (53° 39′ 37,4″ N, 7° 55′ 5,5″ O)               |                | 29. 09. 1950 | ND-FRI 19 |
| BW              | Dorfeiche                     | Horumersiel (53° 41′ 8,3″ N, 8° 0′ 47,5″ O)                 |                | 18. 10. 1982 | ND-FRI 25 |
| BW              | Kolk                          | (53° 41′ 4,2″ N, 7° 52′ 33,1″ O)                            | Größe: 0,32 ha | 24. 10. 1983 | ND-FRI 27 |
| BW              | 2 Kolke im Neu-Augustengroden | (53° 42′ 18,4″ N, 7° 53′ 28,3″ O)                           | Größe: 0,3 ha  | 24. 10. 1983 | ND-FRI 28 |
| BW              | Blutbuche                     | Horumersiel (53° 41′ 7,3″ N, 8° 0′ 34,4″ O)                 |                | 08. 07. 1985 | ND-FRI 33 |
| Fotos hochladen | Rosskastanie                  | Wiarden (53° 40′ 4″ N, 7° 57′ 12,1″ O)                      |                | 20. 12. 1993 | ND-FRI 44 |

## Zetel
In der Gemeinde Zetel waren 4 Naturdenkmale verzeichnet.
| Bild            | Bezeichnung               | Ort, Lage                                                                | Beschreibung  | Schutzzweck  | Nummer             |
| --------------- | ------------------------- | ------------------------------------------------------------------------ | ------------- | ------------ | ------------------ |
| Fotos hochladen | Hexeneiche                | Oldenburger Straße Ecke "An der Eiche" (53° 24′ 40,3″ N, 7° 58′ 25,5″ O) |               | 12. 09. 1946 | ND-FRI 09          |
| BW              | Lehmgrube Neuenburgerfeld | (53° 22′ 45,5″ N, 7° 56′ 4,6″ O)                                         | Größe: 5,8 ha | 08. 07. 1985 | ND-FRI 30          |
| Fotos hochladen | Hängebuche                | Oldenburger Straße 7 (53° 24′ 51,8″ N, 7° 58′ 21,4″ O)                   |               | 20. 12. 1993 | Nummer = ND-FRI 45 |
| Fotos hochladen | 12 Steine                 | Kloppenburgstraße (53° 21′ 1,2″ N, 7° 56′ 2,8″ O)                        |               | 16. 09. 2005 | ND-FRI 47          |